# Lekkoatletyka na Letnich Igrzyskach Olimpijskich 2016 – sztafeta 4 × 400 m kobiet
Bieg sztafetowy 4 × 400 metrów kobiet – jedna z konkurencji lekkoatletycznych rozgrywanych podczas igrzysk olimpijskich w Rio de Janeiro. Zawody odbyły się 18 i 19 sierpnia 2016 roku.
Obrońcą złotego medalu olimpijskiego z 2012 roku była sztafeta Stanów Zjednoczonych.
W zawodach wzięło udział 16 drużyn.

## Terminarz
Wszystkie godziny podane są w czasie brazylijskim (UTC-03:00).
| Data             | Godzina |            |
| ---------------- | ------- | ---------- |
| 19 sierpnia 2016 | 20:40   | Eliminacje |
| 20 sierpnia 2016 | 22:00   | Finał      |

## Rekordy
Tabela uwzględnia rekordy uzyskane przed rozpoczęciem rywalizacji.
|                   | Zawodniczka                                                              | Wynik   | Miejsce | Data                |
| ----------------- | ------------------------------------------------------------------------ | ------- | ------- | ------------------- |
| Rekord świata     | ZSRR · (Tatjana Ledowska, Olga Nazarowa, Marija Pinigina, Olha Bryzhina) | 3:15,17 | Seul    | 1 października 1988 |
| Rekord olimpijski | ZSRR · (Tatjana Ledowska, Olga Nazarowa, Marija Pinigina, Olha Bryzhina) | 3:15,17 | Seul    | 1 października 1988 |

## Wyniki

### Runda eliminacyjna
Po trzy najlepsze drużyny z każdego biegu (Q) oraz 2 pozostałe z najlepszymi czasami (q) zakwalifikowały się do półfinałów.
Bieg 1
| Pozycja | Tor | Państwo           | Zawodnicy                                                                 | Czas    | Uwagi | Źródło |
| ------- | --- | ----------------- | ------------------------------------------------------------------------- | ------- | ----- | ------ |
| 1       | 4   | Stany Zjednoczone | Courtney Okolo, Taylor Ellis-Watson, Francena McCorory, Phyllis Francis   | 3:21,42 | Q,    | [ 3 ]  |
| 2       | 8   | Ukraina           | Alina Łohwynenko, Olha Bibik, Tetiana Melnyk, Olha Zemlak                 | 3:24,54 | Q,    | [ 3 ]  |
| 3       | 2   | Polska            | Małgorzata Hołub, Patrycja Wyciszkiewicz, Iga Baumgart, Justyna Święty    | 3:25,34 | Q,    | [ 3 ]  |
| 4       | 1   | Australia         | Jessica Thornton, Anneliese Rubie, Caitlin Sargent-Jones, Morgan Mitchell | 3:25,71 | q,    | [ 3 ]  |
| 5       | 3   | Francja           | Phara Anacharsis, Brigitte Ntiamoah, Marie Gayot, Floria Guei             | 3:26,18 |       | [ 3 ]  |
| 6       | 6   | Holandia          | Madiea Ghafoor, Lisanne de Witte, Nicky van Leuveren, Laura de Witte      | 3:26,98 | NR    | [ 3 ]  |
| 7       | 5   | Rumunia           | Adelina Pastor, Anamaria Ioni?ă, Andrea Miklós, Bianca Răzor              | 3:29,87 |       | [ 3 ]  |
| 8       | 7   | Brazylia          | Joelma Sousa, Geisa Coutinho, Leticia de Souza, Jailma de Lima            | 3:30,27 | SB    | [ 3 ]  |

Bieg 2
| Pozycja | Tor | Państwo         | Zawodnicy                                                                           | Czas    | Uwagi | Źródło |
| ------- | --- | --------------- | ----------------------------------------------------------------------------------- | ------- | ----- | ------ |
| 1       | 4   | Jamajka         | Christine Day, Anneisha McLaughlin-Whilby, Chris-Ann Gordon, Novlene Williams-Mills | 3:22,38 | Q,    | [ 3 ]  |
| 2       | 2   | Wielka Brytania | Emily Diamond, Anyika Onuora, Kelly Massey, Christine Ohuruogu                      | 3:24,81 | Q,    | [ 3 ]  |
| 3       | 8   | Kanada          | Carline Muir, Alicia Brown, Noelle Montcalm, Sage Watson                            | 3:24,94 | Q,    | [ 3 ]  |
| 4       | 3   | Włochy          | Maria Benedicta Chigbolu, Maria Enrica Spacca, Ayomide Folorunso, Libania Grenot    | 3:25,16 | q,    | [ 3 ]  |
| 5       | 5   | Niemcy          | Laura Muller, Friederike Möhlenkamp, Lara Hoffmann, Ruth Spelmeyer                  | 3:26,02 | SB    | [ 3 ]  |
| 6       | 6   | Bahamy          | Lanece Clarke, Anthonique Strachan, Carmiesha Cox, Christine Amertil                | 3:26,36 | NR    | [ 3 ]  |
| 7       | 1   | Indie           | Nirmala Sheoran, Tintu Luka, Poovamma Raju Machettira, Anilda Thomas                | 3:29,53 |       | [ 3 ]  |
| 8       | 7   | Kuba            | Lisneidy Veitia, Gilda Casanova, Roxana Gómez, Daisurami Bonne                      | 3:30,11 | SB    | [ 3 ]  |

### Finał
| Pozycja | Tor | Państwo           | Zawodniczki                                                                                   | Czas    | Uwagi | Źródło |
| ------- | --- | ----------------- | --------------------------------------------------------------------------------------------- | ------- | ----- | ------ |
| złoto   | 6   | Stany Zjednoczone | Courtney Okolo, Natasha Hastings, Phyllis Francis, Allyson Felix                              | 3:19,06 | SB    | [ 4 ]  |
| srebro  | 5   | Jamajka           | Stephenie Ann McPherson, Anneisha McLaughlin-Whilby, Shericka Jackson, Novlene Williams-Mills | 3:20,34 | SB    | [ 4 ]  |
| brąz    | 3   | Wielka Brytania   | Emily Diamond, Anyika Onuora, Kelly Massey, Christine Ohuruogu                                | 3:25,88 |       | [ 4 ]  |
| 4       | 7   | Kanada            | Carline Muir, Alicia Brown, Noelle Montcalm, Sage Watson                                      | 3:26,43 |       | [ 4 ]  |
| 5       | 4   | Ukraina           | Alina Łohwynenko, Olha Bibik, Tetiana Melnyk, Olha Zemlak                                     | 3:26,64 |       | [ 4 ]  |
| 6       | 1   | Włochy            | Maria Benedicta Chigbolu, Maria Enrica Spacca, Ayomide Folorunso, Libania Grenot              | 3:27,05 |       | [ 4 ]  |
| 7       | 8   | Polska            | Małgorzata Hołub, Patrycja Wyciszkiewicz, Iga Baumgart, Justyna Święty                        | 3:27,28 |       | [ 4 ]  |
| 8       | 2   | Australia         | Jessica Thornton, Anneliese Rubie, Caitlin Sargent-Jones, Morgan Mitchell                     | 3:27,45 |       | [ 4 ]  |